# Rocca (musikgrupp)

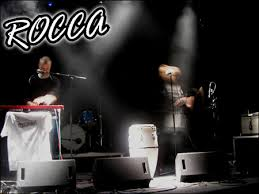
Live performance Debaser, Stockholm.

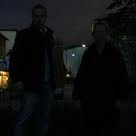
Plaza Magazine

Rocca var en musikgrupp från Stockholm, Sverige som startades sensommaren 2006. Roccas ljudbild rör sig melodiskt mellan 80-tal & 00-tal enligt många av deras fans. Förutom samarbetet med den svenska artisten Juvelen med låten "Private Dancer" gjorde Rocca även remixer åt andra artister. Nämnvärt är den omtalade remixen av den svenska artisten Lykke Li och låten "Everybody But Me" där de fick en nominering av det hypade engelska musikforumet Popjustice. Rocca blev hösten 2008 inviterade till det engelska Fred Perry Subculture i kategorin: "Best upcoming bands". 

## Diskografi

### Singlar
- 2007: Stay Night And Day (Every Conversation Records, Tokyo)

Låten skriven av Julia Vangsnes. Producerad av Christoffer Björklund & Julia Vangsnes.
- 2008: Private Dancer feat. Juvelen (Every Conversation Records, Tokyo)

### Samlingsskivor
- 2008: 1 (Every Conversation Records, Tokyo)

CD Compilation Anthem feat. Think About Life, The Tough Alliance, Pacific!, Ex-Otago, Dibidim, Rocca, Amari, Tiebreak, Dandi Wind, Nicky Van She and Dangerous Dan

### Remixer
- 2007: Lykke Li - Everybody But Me
- 2007: Private Dancer feat. Juvelen (Every Conversation Records, Tokyo)

### Feat.
- 2008: DC Mountain Lab 1.5 - DC Shoes Mtn. Lab 1.5 "Stay Night And Day", "Carrie-Anne"
- 2009: DC Shoes USA - DC Shoes "3 Days In St.Moritz" "Give Me Anything"